# Backstage Prince
Backstage Prince (яп. 極付 楽屋裏王子 кивамэцукэ гакуя ура о:дзи) — романтическая манга японской художницы Каноко Сакуракодзи, выходившая в журнале манги Betsucomi в 2004—2005 годах. Лицензирована на английском языке издательством Viz Media.

## Сюжет
Ученица средней школы Акари не может понять интереса своих одноклассниц к Рюсэю Хориути, молодому и талантливому актёру кабуки, посещающему ту же школу. Столкнувшись с ним в школе, Акари случайно бьет Рюсэя учебниками в живот. Чтобы загладить вину, она вызывается работать его ассистенткой до тех пор, пока рана не заживет. Постепенно герои влюбляются друг в друга. Однако отец Рюсэя не одобряет такой связи, кроме того, отношения осложняются популярностью Рюсэя как актёра.